# Тернівка (Бахчисарайський район)
Терні́вка (до 1945 року — Ескі́-Шулі́, крим. Eski Şüli) — село в Україні, у Бахчисарайському районі Автономної Республіки Крим.
Населення становить 1986 осіб. Село розташоване від райцентру за 22 км в мальовничій долині річки Ай-Тодорка.
Зараз у Тернівці живе близько двох тисяч осіб, доросле населення села або займається сільським господарством, або їздить на роботу в Севастополь, до якого 26 кілометрів. У Тернівці є сільрада, до якої входить розташоване в сусідній долині село Рідне.

## Пам'ятки
Біля околиці села у Кара-кобинській долині розташовуються два поселення скіфо-сарматського часу. У підйомному матеріалі археологічних досліджень міститься кераміка І тис. до н. е.
В центрі Тернівки росте 300-річний платан (на гербі села зображено його листя). Обхват дерева — 6,60 м, висота — близько 25 м, вік — понад 200 років. Платан Палласа описаний в книзі КЕКЦ (Київський еколого-культурний центр) «500 видатних дерев України».
Поблизу Тернівки знаходиться печерний християнський монастир Шулдан IX—XIII ст. і залишки середньовічного поселення Мангуп. Також за 4 кілометри на схід у лісі створений Спасо-Преображенський скит, побудована церква.

## Історія
Згідно з дослідженнями історика Є. Веймарна, поселення існувало в VI столітті, а згодом увійшло до складу князівства Феодоро.
Вперше згадується в фірманах кримського хана у XIV—XV століттях як Шулю.
За переказами, в 1795 році академік Паллас посадив у центрі села платан, що зберігся до наших днів.
Під час Другої світової війни на річці Ель-Бурун знаходився спостережний пункт генерала Еріха Манштейна під час взяття Севастополя.
Село перейменоване у 1945 році, після депортації Радянським Союзом кримських татар з Криму до Центральної Азії.
У 1968 році збудований Тернівський будинок культури й дозвілля.
7 вересня 2023 року село перейшло зі складу міста зі спеціальним статусом Севастополь до Бахчисарайського району Автономної Республіки Крим.
У 2023 році у проєкті Постанови Верховної Ради України «Про перейменування деяких населених пунктів Автономної Республіки Крим» село запропоновано перейменувати на Ескі-Шулі.